# Smilax sanguinea
Smilax sanguinea là một loài thực vật có hoa trong họ Smilacaceae. Loài này được Posada-Ar. miêu tả khoa học đầu tiên năm 1909.